# Acanthogryllus brunneri
Acanthogryllus brunneri is een rechtvleugelig insect uit de familie krekels (Gryllidae). De wetenschappelijke naam van deze soort is voor het eerst geldig gepubliceerd in 1868 door Sélys-Longchamps.